# Pancra sordida
Pancra sordida är en fjärilsart som beskrevs av Swinhoe 1902. Pancra sordida ingår i släktet Pancra och familjen nattflyn. Inga underarter finns listade i Catalogue of Life.